# وسواس (ترانه)
«وسواس» (انگلیسی: Obsessed) یک ترانه از خواننده-ترانه‌نویس اهل ایالات متحده آمریکا ماریا کری از دوازدهمین آلبوم استودیویی خود خاطرات یک فرشته ناقص (۲۰۰۹) است. این ترانه توسط کری، د-دریم و تریکی استوارت سروده و تهیه شده‌است و در ۱۶ ژوئن ۲۰۰۹ به‌عنوان تک‌آهنگ لید از آلبوم توسط آیلند رکوردز منتشر شد. این ترانه تأثیرات موسیقی را از موسیقی هیپ هاپ و آراندبی می‌گیرد و در اطراف یک خط بیس دار ساخته شده‌است. بعلاوه، این ترانه با کف زدن دست برجسته می‌شود، در حالی که صدای کری با تنظیم خودکار پردازش می‌شود. از نظر اشعار، این ترانه معضل ماریا را در مورد ادعاهای مداوم رابطه قبلی از خواننده رپ امینم توصیف می‌کند، گرچه به‌طور خاص از او نام برده نشده‌است.
این ترانه با استقبال خوب منتقدان موسیقی روبرو شد و آن را به عنوان ترانه‌ای برجسته از آلبوم خاطرات یک فرشته ناقص برجسته کردند. بسیاری از منتقدان متن و ضرب قوی آن را تحسین کردند، در حالی که دیگر آنها از استفاده خودکار در آوازهای کری انتقاد کردند. در زمان انتشار ترانه، «وسواس» مرکز بحث و جدال بود، زیرا منتقدان و رسانه‌ها اظهار داشتند که کری این ترانه‌ها را به سمت امینم، خواننده رپ آمریکایی که چندین بار به او در ترانه‌ها ارجاع منفی داده‌است، هدف قرار داده‌است. امینم در پاسخ ترانه «هشدار» را منتشر کرد.
«وسواس» در جایگاه هفتم ۱۰۰ آهنگ داغ بیلبورد ایالات متحده آمریکا قرار گرفت و به بیست و هفتمین رتبه برتر کری در این جدول تبدیل شد. از نظر مجموع ده ورودی برتر در میان تمام هنرمندان تاریخ جدول، کری پس از اوج ترانه با جنت جکسون و التون جان در رده پنجم قرار گرفت.